# Río Rocha
Río Rocha är ett vattendrag i Bolivia.   Det ligger i departementet Cochabamba, i den centrala delen av landet, 210 km nordväst om huvudstaden Sucre.
Runt Río Rocha är det i huvudsak tätbebyggt. Runt Río Rocha är det mycket tätbefolkat, med 1 095 invånare per kvadratkilometer.